# Remco
Pour les articles homonymes, voir Remco Evenepoel et Remco (prénom).
Remco est une entreprise américaine de jouets, aujourd’hui disparue, fondée dans les années 1940 par les cousins Ike Heller et Saul Robbins. Elle était surtout connue pour ses jouets vendus à la fin des années 1950 et dans les années 1960. Remco a obtenu plusieurs licences pour des groupes pop et des séries télévisées : les Beatles, Monkees, Munsters, Lost in Space, Batman et Star Trek.